# Solenopsis daguerrei
Solenopsis daguerrei là một loài kiến ký sinh bản địa Argentina và Uruguay . Những con kiến chúa non của loài này xâm nhập vào tổ của các loài khác, chẳng hạn như kiến lửa đỏ (Solenopsis invicta). Điều này có thể được thực hiện bởi thực tế rằng kiến chúa S. daguerrei tạo ra pheromone rất tương tự như thứ sản xuất bởi các kiến chúa của vật chủ. Kiến chúa trẻ tìm một kiến chúa của chủ tổ và đeo dính vào con kiến chúa chủ nhà, ăn thức ăn dành cho các hoàng hậu chủ nhà và từ từ giết chết nó. Kiến chúa S. daguerrei sau đó bắt đầu đẻ trứng. Chúng được chăm sóc bởi những con kiến chủ nhà, đôi khi ưu tiên hơn con cái tổ mình. S. daguerrei chỉ sinh sản ra kiến chúa trinh có cánh và kiến đực, chúng không đẻ kiến thợ vì kiến thợ là của chủ tổ. Các con kiến có cánh bay để giao phối và xâm chiếm thuộc địa mới.